# Cantó d'Estrasburg-8
El cantó d'Estrasburg-8 (alsacià Kanton Stroosburi-8) és una antiga divisió administrativa francesa que estava situada al departament del Baix Rin i a la regió del Gran Est. Comprenia part del barri de Neudorf.